# 克卢斯
克卢斯是巴西圣保罗州的一个市镇。总面积249平方公里，总人口10148人，人口密度40.8人/平方公里。